# Rousserolle de Henderson
Acrocephalus taiti
Espèce
Synonymes
- Acrocephalus vaughani taiti Ogilvie-Grant, 1913

Statut de conservation UICN

 VU D2 : Vulnérable
La Rousserolle d'Henderson (Acrocephalus taiti) est une espèce d'oiseaux de la famille des Acrocephalidae endémique de l'atoll Henderson dans les îles Pitcairn.

## Histoire de l'espèce
Sous le nom d'Acrocephalus vaughani se regroupaient les formes de rousserolles vivant à Pitcairn et Henderson (îles Pitcairn) et Rimatara (îles Australes, Polynésie française). Ces deux dernières en ont été détachées pour constituer des espèces à part entière, la rousserolle de Rimatara (Acrocephalus rimatarae) et la rousserolle d'Henderson.

## Aire de répartition
Cette espèce est endémique de l'île Henderson dans les îles Pitcairn.

## Habitat
Cet oiseau fréquente le sol des zones boisées, dont l'étendue est limitée.

## Nidification
Environ un tiers des groupes nicheurs est constitué de trios et non de couples, cette particularité étant sans doute due à la dimension réduite du territoire disponible.

## Statut
Cette espèce est vulnérable : sa population a été estimée à 10 800 individus en 1987.

## L'animal et l'homme

### Philatélie
Cet oiseau est représenté  sur un timbre des Pitcairn de 1995 (50 c.).

## Publication originale
- Ogilvie-Grant, 1913 : On the birds of Henderson Island, South Pacific, with description of new species of Acrocephalus, Vini and Porzana. Bulletin of the British Ornithologists' Club, vol. 31, p. 58-61 & 76-77